# 최명현
최명현(崔明鉉, 1951년 3월 5일 충청북도 제천시 ~ )은 대한민국의 정치인이다. 민선5기 제천시장을 역임했다.

## 약력
- 1951년 3월 5일 충청북도 제천군 제천읍 출생
- 1957 ~ 1963 홍광초등학교 졸업
- 1963 ~ 1966 제천중학교 졸업
- 1966 ~ 1969 제천농업고등학교 졸업
- 2007 - 2009 대원과학대학(토목)

## 경력
- 1973 - 2005 제천시 지방공무원(32년)
- 2003 - 2010 제천시탁구연합회장
- 2006 - 2008 제천시 초중고 총동문회장 연합회장
- 2007 한나라당 정책위(재정) 부위원장
- 2004 - 2010 홍광초등학교 총동문회 회장
- 2006 - 2010 제천시 체육회 가맹단체 연합회장
- 2009 - 2010 제천시 학교운영위원장협의회 회장
- 2009 - 2010 뉴라이트 제천연합 상임대표
- 2009.06- 2010.06 청주지방법원 청소년보호위원회 자원보호자
- 2007.03 - 제천시 재향군인회 이사
- 2010.01 한나라당 충북도당 자문위원
- 2010.07.01 ~ 2014.06.30 제16대(민선5기)충북 제천시장(민선, 한나라당)
- 2011 제7회 제천국제음악영화제 조직위원회 위원장
- 2022.01 ~ 2022.03 국민의힘 충북을 살리는 선거대책위원회 고문단 고문
- 2023.06 ~ 제천문화원 원장
- 2024.08 ~ 제천한방바이오진흥재단 이사장

## 전과
- 공직선거법위반: 벌금 2,500,000원 - 2015년 2월 6일 선고[1]

## 상훈
- 국가사회발전 기여(국무총리)
- 근정포장(대통령)
- 지역사회발전 유공(내무부장관)
- 도정추진유공(충북도지사)
- 모범공무원표창(충북도지사)
- 지방재정운영 유공(행정자치부장관)

## 역대 선거 결과
|  | 46.77% |

|  | 41.54% |